# NGC 5355
NGC 5355 is een lensvormig sterrenstelsel in het sterrenbeeld Jachthonden. Het hemelobject werd op 14 januari 1788 ontdekt door de Duits-Britse astronoom William Herschel.

## Synoniemen
- UGC 8819
- MCG 7-29-12
- ZWG 219.20
- HCG 68D
- PGC 49380